# Narthauen
Narthauen ist ein Ortsteil der Einheitsgemeinde Flecken Ottersberg  im Landkreis Verden in Niedersachsen.

## Geografie und Verkehrsanbindung
Der Ortsteil liegt nordöstlich vom Kernbereich von Ottersberg. Die Wümme fließt südlich. Der Otterstedter See liegt südwestlich in Otterstedt.
Die A 1 verläuft östlich.